# Microinjecció
La microinjecció és un procés que consisteix a utilitzar microagulles per injectar substàncies a un nivell microscòpic o en el límit del macroscòpic dins d'una cèl·lula viva. És un simple procés mecànic pel qual una agulla extremadament fina —d'uns 10 micròmetres i amb una capacitat volumètrica de 15 microlitres, mida similar a la secció transversal d'un cabell humà—penetra la membrana cel·lular (i a vegades la membrana nuclear) per alliberar-ne el seu contingut. La microinjecció és normalment realitzada sota un microscopi òptic anomenat micromanipulador.
Es tracta d'un procés utilitzat sovint com a vector en enginyeria genètica i transgènesi per tal d'injectar material genètic en una cèl·lula. El procés de clonació també involucra microinjeccions.